# Hotel Krone (Kempten)

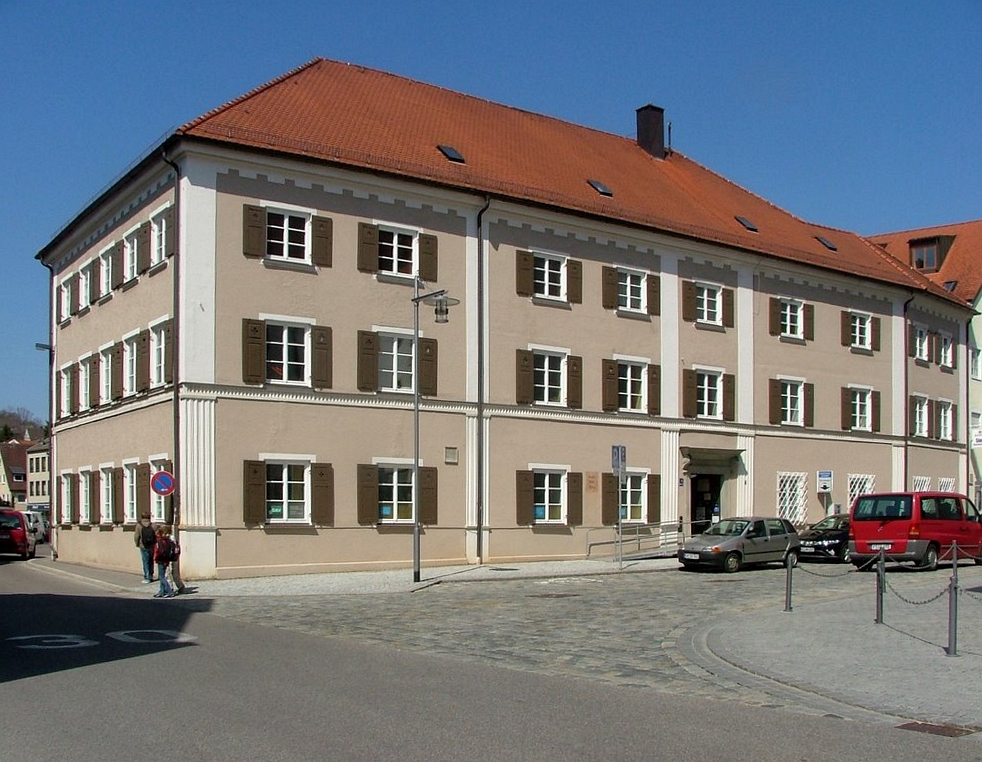
Ehemaliges Hotel Krone, Kleiner Kornhausplatz 1

Das ehemalige Hotel Krone mit der Anschrift Kleiner Kornhausplatz 1 ist ein denkmalgeschütztes Bauwerk der kreisfreien Stadt Kempten (Allgäu). Es wurde 1844 erbaut; das Portal ist mit F. H. S. 1844 bezeichnet. Es befindet sich direkt hinter dem Kornhaus.
Das ehemalige Hotel, das einige Jahre als Kinderkrankenhaus genutzt wurde und mittlerweile als Sitz für lokale Vereine und Verbände dient, ist ein Walmdachbau. Die Fassade des ersten Geschosses ist mit kannelierten Lisenen gestaltet. Die beiden Obergeschosse sind mit einem Zahnschnittfries vom unteren Stockwerk getrennt und haben durchgehende Lisenen.